# Wottring & Son Automobile Works
Wottring & Son Automobile Works, vorher Wottring Brothers, war ein US-amerikanischer Hersteller von Fahrzeugen.

## Unternehmensgeschichte
Das Unternehmen hatte seinen Sitz in Prospect in Ohio. Hauptsächlich stellte es Kutschen her. 1902 entstanden einige Automobile. Der Markenname lautete Prospect. Zwischen 1907 und 1908 wurden erneut Kraftfahrzeuge gefertigt.
Es ist nicht bekannt, wann das Unternehmen aufgelöst wurde.

## Fahrzeuge
Die Wagen von 1902 hatten einen Ottomotor mit 6 PS Leistung. Die Motorleistung wurde über ein Zweiganggetriebe an die Hinterachse übertragen. Gelenkt wurde mit einem Lenkhebel. Der Aufbau war ein kleiner Runabout, der gewöhnlich Platz für zwei Personen bot. In die Fahrzeugfront waren zwei klappbare Sitze integriert. Das Leergewicht war mit etwa 476 kg angegeben und die Höchstgeschwindigkeit mit 48 km/h.
Zu den Fahrzeugen aus der Zeit von 1907 bis 1908 ist nur bekannt, dass sie nach Kundenaufträgen hergestellt wurden.